# 변이 가설

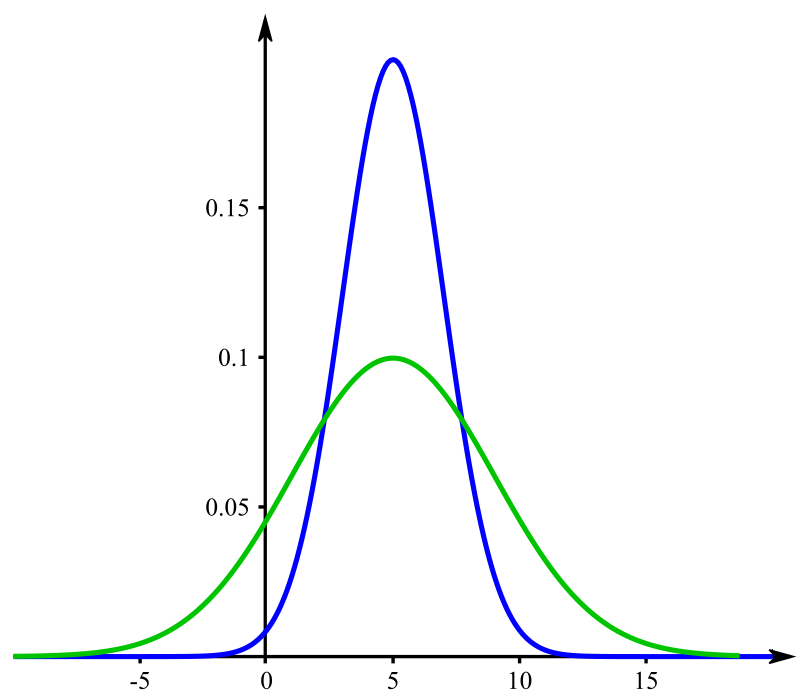
평균은 동일하지만 분산이 다른 두 개의 분포 곡선. 분산이 더 큰 곡선(녹색)은 범위의 가장 낮은 끝과 가장 높은 끝 모두에서 더 높은 값을 생성한다.

변이 가설 (variability hypothesis) 또는 큰 수컷 변이 가설 (greater male variability hypothesis)은 일반적으로 수컷이 암컷보다 특성에 있어서 더 큰 변동성을 보인다는 가설이다.
이는 인간의 인지 능력과 관련하여 자주 논의되어 왔으며, 일부 연구에서는 남성이 여성보다 IQ 테스트 점수가 매우 높거나 매우 낮을 가능성이 더 높은 것으로 나타났다. 이러한 맥락에서 이러한 성별에 따른 지능의 차이가 존재하는지, 그렇다면 그것이 유전적 차이, 환경 조건 또는 둘의 혼합에 의해 발생하는지에 대한 논란이 있다.
성적 이형성은 광범위한 성적 이형 종에 걸쳐 신체적, 심리적, 유전적 특성을 포함하여 많은 능력과 특성에서 관찰되었다.

## 같이 보기
- 인간의 성차
- 분산
- 표준 편차
- 편차
- 고정 (시각)
- 벨 커브